# Umowa o dzieło (album)
Umowa o dzieło – trzeci minialbum polskiego rapera Taco Hemingwaya. Wydawnictwo ukazało się 27 czerwca 2015 roku nakładem własnym. Nagrania zostały udostępnione bezpłatnie w formie digital download na oficjalnej stronie internetowej rapera. Album został wyprodukowany w całości przez Rumaka z wyjątkiem piosenki „+4822” produkcji Borucci.
Album Umowa o dzieło spotkał się z dobrymi ocenami krytyków muzycznych. Recenzenci chwalili go za błyskotliwe teksty i dobrze dobrane produkcje muzyczne, aczkolwiek byli zgodni że pomimo dobrego materiału, nie przebił on poprzedniego wydania. Album odniósł sukces komercyjny, odnotowując wysokie wyniki odtworzeń w serwisach streamingowych i debiutując na drugim miejscu ogólnopolskiej listy sprzedaży OLiS. W 2017 roku album został nagrodzony statusem złotej płyty za sprzedanie ponad 15 tys. egzemplarzy, a do 2019 roku sprzedał się w ponad 30 tys. egzemplarzach, spędzając ponad 50 tygodni na liście.
W ramach promocji wydawnictwa Hemingway wyruszył w trasę koncertową Następna stacja Tour, obejmującą największe miasta Polski.

## Geneza, nagranie i wydanie
6 czerwca 2015 roku premierę miał singiel pt. „6 zer” który wraz z teledyskiem ukazał się na serwisie YouTube. Za reżyserię teledysku odpowiedzialny jest Łukasz Partyka. Singiel ukazał się w wersji fizycznej na płycie CD, wraz z dwoma remixami utworu. Nakład singla wynosił 2000 sztuk. Tym samym album zapowiedział nowy minialbum rapera. 27 czerwca 2015 nakładem własnym Taco wydał tylko 500 sztuk płyty oraz udostępnił album na serwisie YouTube.
19 sierpnia 2015 roku nakładem wytwórni muzycznej Asfalt Records ukazało się wznowienie nagrań w nieograniczonym nakładzie. Wydawnictwo składało się z jednej płyty CD, za projekt graficzny odpowiedzialny jest Łukasz Partyka. 26 stycznia 2016 roku, ponownie dzięki oficynie Asfalt Records nagrania ukazały się na 12" płycie winylowej w ograniczonym nakładzie wynoszącym 500 sztuk. Utworami takimi jak „6 zer” czy „Następna stacja” trafił na listy przebojów radiowych.
Raper po premierze odbył trasę koncertową nazwaną Następna Stacja Tour, odwiedzając m.in. Warszawę, Sopot, Poznań czy Kraków podczas których zaprezentował nagrania pochodzące z płyty.

## Analiza i interpretacja
Według Marka Fall, styl rapowania niewiele różni się od poprzedniej płyty, raper dalej nurtuje wokół alternatywnego hip-hopu. Krytyk Rafał Samborski uważa, że raper poprawił swój rap wobec poprzedniej płyty, choć nie odbiegł od niego zbytnio stylistycznie. Piotr Szwed ze strony Screenagers.pl, stwierdził, że album mało różni się od poprzedniego wydania pod względem lirycznym czy produkcji muzycznej, a muzyk wciąż powiela styl poprzedniego nagrania. Michał Szuma stwierdził zaś, że raper, tak jak poprzednio, świetnie dopasował powolny flow do narracji swoich tekstów i wpasował go w produkcje muzyczne, tworząc dobry alternatywny rap.

### Utwory
...mimo wszystko albumu słucha się przyjemnie. Taco Hemingway zaskakuje przede wszystkim normalnością i autentycznością - to facet, którego mijasz codziennie na ulicy, gdy pędzi do pracy i którego pijaną twarz widzisz na mieście w piątkowy wieczór.

Pierwszy utwór Od Zera, wprowadza w nastrój i tematykę płyty oraz opowiada o życiu muzyka po wydaniu poprzedniej płyty. Kolejny utwór na płycie A mówiłem Ci, opowiada o relacjach damsko-męskich oraz pojawia się w niej bohater poprzedniej płyty, Piotr. Rafał Samborski wręcz stwierdził, że utwór powinien znaleźć się na poprzedniej płycie. Dodał też, że pomimo wtórności, wciąga do słuchania. Trzecia piosenka pt. Następna Stacja, opowiada o przejażdżce metrem warszawskim i opisuje w nim mijane stacje. Piotr Szwed stwierdził, że podkład muzyczny przypomina stylistycznie muzykę Pro8l3mu. Natomiast Michał Szuma stwierdził, że historię opowiedziane w utworze mogą budzić kontrowersje, tworząc pogardliwy obraz miasta. Kolejnym utworem jest singlowe 6 zer, w którym raper opisuje życie młodzieży w Warszawie. Rafał Samborski stwierdził, że utwór brzmi świeżo i posiada wersy zapadające w pamięci. Krytyk Piotr Szwed chwalił rapera za dobrze poskładane rymy i flow.
Następna piosenka jeszcze dogłębniej opisuje życie społeczeństwa w Warszawie. Rafał Samborski stwierdził, że ten utwór również przypomina piosenki z poprzedniego albumu. Utwór pt. Awizo, opowiada o poczcie polskiej oraz finansach. Piotr Szwed stwierdził, że podkład muzyczny dobrze buduje napięcie w piosence, takie samo zdanie na temat muzyki miał również Rafał Samborski. Siódma piosenka na płycie, pt. Białkoholicy, opisuje ludzi chodzących na siłownie i prowadzący zdrowy tryb życia, w komiczny sposób. Samborski stwierdził, że podkładowi muzycznemu brak mocy. Piotr Szwed stwierdził, że piosenka zawiera wybitny tekst. Ostatnim utworem na płycie jest 100 kmh, która zawiera taki podkład muzyczny jak pierwsza piosenka na płycie i tym samym podsumowuje i domyka całość.

## Następna stacja Tour
Trasa koncertowa Taco Hemingwaya odbyła się od 19 września do 22 października 2015 roku w ramach promocji minialbumu Umowa o dzieło oraz minialbumu Trójkąt warszawski.
Trasa objęła dziesięć koncertów, w siedmiu miastach w Polsce.

### Lista koncertów
| Data                 | Miejscowość | Państwo | Obiekt            |
| -------------------- | ----------- | ------- | ----------------- |
| 19 września 2015     | Warszawa    | Polska  | Palladium         |
| 24 września 2015     | Katowice    | Polska  | Kato              |
| 26 września 2015     | Sopot       | Polska  | Sfinks700         |
| 27 września 2015     | Sopot       | Polska  | Sfinks700         |
| 6 października 2015  | Wrocław     | Polska  | Bezsenność        |
| 7 października 2015  | Wrocław     | Polska  | Stary Klasztor    |
| 10 października 2015 | Lublin      | Polska  | Dom Kultury       |
| 17 października 2015 | Poznań      | Polska  | Projekt LAB       |
| 18 października 2015 | Poznań      | Polska  | Zakłady Graficzne |
| 22 października 2015 | Kraków      | Polska  | Fabryka           |

## Przyjęcie

### Krytyczny
Album otrzymał dobre opinie recenzentów.
Krytyk muzyczny Marek Fall z Onet dał albumowi ocenę 8/10, pisząc, że „Czas rzeczywistych rozliczeń przyjdzie po „legalnym” debiucie, ale Taco Hemingway już teraz ma w ręku bardzo mocną kartę przetargową.”. Natomiast portal Interia.pl w recenzji Rafała Samborskiego przyznał albumowi 7/10 gwiazdki nazywając ją dobrą, ale pozbawioną uroku poprzedniej płyty Taco Hemingwaya, dodając „Umowa o dzieło smakuje jak odgrzewany kotlet – wciąż dobry, ale jednak już nie taki świeży.”. Dziennik WPolityce przyznał 4 na 6 gwiazdek, pisząc, że doskonale wyczuwa to co chcę od niego jego publiczność. Pozytywnie na temat płyty wypowiedziały się też takie portale jak CGM.pl oraz T-Mobile.pl.

### Komercyjny
Album w dniu premiery sprzedał się w ponad 10 tys. egzemplarzach docierając do 2. miejsca polskiej listy przebojów – OLiS i utrzymywał się na niej przez 9 tygodni. Do 2017 roku album rozszedł się w ponad 15 tys. egzemplarzy, tym samym zdobywając status złotej płyty w Polsce. Album był 7. najlepiej sprzedającym się albumem w Sierpniu w Polsce. W kwestii streamingu, najlepiej przyjęły się utwory „Następna stacja” oraz „A mówiłem Ci”, zdobywając kilka milionów wyświetleń. Płyta wygrała muzyczną nagrodę Fryderyka, w kategorii Album roku hip-hop. Płyta otrzymała ponadto nominację do Polskiej Rap Płyty Roku 2015 w plebiscycie audycji Polskiego Radia Szczecin – WuDoo oraz branżowego portalu Hip-hop.pl. Okładka albumu została nominowana do najlepszej okładki muzycznej w 2015 roku. W 2019 roku wytwórnia Asfalt Records poinformowała, że album osiągnął próg odpowiadający platynowej płycie za sprzedaż 30 tysięcy egzemplarzy na terenie Polski.

### Nagrody i nominacje
| Rok  | Kategoria               | Nagroda                   | Rezultat  |
| ---- | ----------------------- | ------------------------- | --------- |
| 2015 | Najlepsze polskie płyty | BrandNewAnthem.pl         | Nominacja |
| 2015 | Najlepsze płyty roku    | Wyborcza/Agora            | Nominacja |
| 2015 | Płyta roku              | Onet – Najlepsi 2015      | Nominacja |
| 2016 | Najlepsze okładki płyt  | Cover awArts 2015         | Nominacja |
| 2016 | Rap płyta roku          | Plebiscyt Hip-hop & WuDoo | Nominacja |
| 2016 | Album roku hip-hop      | Fryderyki 2016            | Wygrana   |

## Lista utworów
Opracowano na podstawie materiału źródłowego.
| Nr | Tytuł utworu      | Tekst            | Producent | Długość |
| -- | ----------------- | ---------------- | --------- | ------- |
| 1. | „Od zera”         | Filip Szcześniak | Rumak     | 1:57    |
| 2. | „A mówiłem Ci”    | F. Szcześniak    | Rumak     | 5:39    |
| 3. | „Następna stacja” | F. Szcześniak    | Rumak     | 4:12    |
| 4. | „6 zer”           | F. Szcześniak    | Rumak     | 3:57    |
| 5. | „+4822”           | F. Szcześniak    | Borucci   | 3:57    |
| 6. | „Awizo”           | F. Szcześniak    | Rumak     | 4:20    |
| 7. | „Białkoholicy”    | F. Szcześniak    | Rumak     | 4:42    |
| 8. | „100 kmh”         | F. Szcześniak    | Rumak     | 2:00    |
|    |                   |                  |           | 30:44   |

Sample
- W utworach „Od zera” oraz „A mówiłem Ci” wykorzystano dialogi z programu „Nowy rok 1991” na antenie Jedynki[38].
- W utworze „A mówiłem Ci” wykorzystano sample z utworu „Stand Up” w wykonaniu Adriana Younge’a oraz The Delfonics[39].
- W utworze „Awizo” wykorzystano dialogi z reportażu Dziennika Telewizyjnego „Nielegalny handel kasetami video” z 1984 roku[40].
- W utworze „Białkoholicy” wykorzystano dialogi z reklam programu Mango[40].

## Sprzedaż

### Pozycje w notowaniach OLiS
OLiS jest ogólnopolskim notowaniem, tworzonym przez agencję TNS Polska na podstawie sprzedaży albumów muzycznych na nośnikach fizycznych (od tygodnia 10 lista uwzględnia informacje o pobraniach w formacie digital download czy odtworzeniach w serwisach streamingowych).
| Tydzień | 1     | 2      | 3      | 4      | 5      | 6      | 7      | 8      | 9      | 10     | 11     | 12     | 13     | 14     | 15     | 16     |
| ------- | ----- | ------ | ------ | ------ | ------ | ------ | ------ | ------ | ------ | ------ | ------ | ------ | ------ | ------ | ------ | ------ |
| Pozycja | 2     | 48     | 22     | 40     | 49     | 48     | 13     | 16     | 49     | 84     | 83     | 50     | 88     | 70     | 66     | 39     |
| Źródło  | [ 3 ] | [ 42 ] | [ 43 ] | [ 44 ] | [ 45 ] | [ 46 ] | [ 47 ] | [ 48 ] | [ 49 ] | [ 50 ] | [ 50 ] | [ 50 ] | [ 50 ] | [ 50 ] | [ 50 ] | [ 50 ] |
| Tydzień | 17    | 18     | 19     | 20     | 21     | 22     | 23     | 24     | 25     | 26     | 27     | 28     | 29     | 30     | 31     | 32     |
| Pozycja | 70    | 88     | 78     | 74     | 76     | 86     | 95     | 95     | 81     | 95     | 95     | 90     | 14     | 69     | 45     | 84     |
| Tydzień | 33    | 34     | 35     | 36     | 37     | 38     | 39     | 40     | 41     | 42     | 43     | 44     | 45     | 46     | 47     | 48     |
| Pozycja | 84    | 19     | 36     | 3      | 18     | 24     | 56     | 64     | 47     | 51     | 47     | 51     | 47     | 75     | 78     | 77     |
| Tydzień | 49    | 50     | 51     | 52     | 53     | 54     | 55     | 56     | 57     | 58     | 59     | 60     | 61     | 62     | 63     | 64     |
| Pozycja | 74    | 75     | 88     | 94     | 56     |        |        |        |        |        |        |        |        |        |        |        |

| Miesiąc       | Pozycja |
| ------------- | ------- |
| Sierpień 2015 | 7       |

| Rok  | Pozycja |
| ---- | ------- |
| 2021 | 62      |

### Certyfikat ZPAV
Certyfikaty sprzedaży są wystawiane przez Związek Producentów Audio-Video za osiągnięcie określonej liczby sprzedanych egzemplarzy, obliczanej na podstawie kupionych kopii fizycznych i cyfrowych, a także odtworzeń w serwisach streamingowych.
| Certyfikat      | Sprzedaż | Data             |        |
| --------------- | -------- | ---------------- | ------ |
| złota płyta     | 15 000   | 27 września 2017 | [ 4 ]  |
| platynowa płyta | 30 000   | 14 lipca 2021    | [ 54 ] |

## Historia wydania
| Data             | Format                            | Wytwórnia      |        |
| ---------------- | --------------------------------- | -------------- | ------ |
| 27 czerwca 2015  | streaming · digital download · CD | Taco Corp      | [ 2 ]  |
| 19 sierpnia 2015 | CD (reedycja)                     | Asfalt Records | [ 2 ]  |
| 26 stycznia 2016 | winyl                             | Asfalt Records | [ 55 ] |

## Personel
Za powstanie albumu odpowiedzialne są następujące osoby:
| - Filip Szcześniak – słowa, rap, śpiew - Maciej Ruszecki – produkcja muzyczna, muzyka - Łukasz Partyka, Jonasz Tołopiło, Piotr Dudek – projekt okładki - Staszek Koźlik – realizacja nagrań - Michał Baj – miksowanie, mastering |  | - Borucci – produkcja utworu „+4822” |

Nagrań dokonano w Studiu Muranów w Warszawie.